# 安和の変
安和の変（あんなのへん）は、平安時代の969年（安和2年）に起きた藤原氏による他氏排斥事件。源満仲らの謀反の密告により左大臣源高明が失脚させられた。以後、摂政・関白が常設されることとなった。

## 経緯

### 冷泉帝の即位
967年（康保4年）5月25日、村上天皇が崩御し、東宮（皇太子）・憲平親王（冷泉天皇）が即位する。関白太政大臣に藤原実頼、左大臣に源高明、右大臣には藤原師尹が就任した。
冷泉天皇にはまだ皇子がなく、また病弱でもあったため早急に東宮を定めることになった。候補は村上天皇と皇后安子の間の皇子で、冷泉天皇の同母弟にあたる為平親王と守平親王だった。年長の為平親王が東宮となることが当然の成り行きとして期待されていたが、実際に東宮になったのは守平親王だった。その背景には左大臣源高明の権力伸張を恐れた藤原氏があった。高明は為平親王の妃の父なので、もし為平親王が東宮となり将来皇位に即くことになれば源高明は外戚となるのである。高明といえば、かつては村上天皇の信任篤く、また皇后安子の妹を妻として右大臣藤原師輔を岳父にもつ姻戚関係もあったが、この時点では両人とも既に亡く、高明は宮中で孤立しつつあった。

### 謀反の密告
969年（安和2年）3月25日、左馬助源満仲と前武蔵介藤原善時が中務少輔橘繁延と左兵衛大尉源連の謀反を密告した。密告の内容がどのようなもので、源高明がどう関わっていたのかは不明である。後代に成立した『源平盛衰記』には、高明が為平親王を東国に迎えて乱を起こし、帝に即けようとしていたと記されているが、史料としての価値は認められていない。右大臣師尹以下の公卿は直ちに参内して諸門を閉じて会議に入り、密告文を関白実頼に送るとともに、検非違使に命じて橘繁延と僧・蓮茂を捕らえて訊問させた。さらに検非違使源満季（満仲の弟）が前相模介藤原千晴（藤原秀郷の子）とその子久頼を一味として捕らえて禁獄した。

### 源高明の左遷
事件はこれに留まらず、左大臣源高明が謀反に加担していたと結論され、大宰員外権帥に左遷することが決定した。高明は長男・忠賢とともに出家して京に留まれるよう願うが許されず、26日、邸を検非違使に包囲されて捕らえられ、九州へ流された。
密告の功績により、源満仲と藤原善時はそれぞれ位を進められた。また左大臣には師尹が替わり、右大臣には大納言藤原在衡が昇任した。一方、橘繁延は土佐国、蓮茂は佐渡国、藤原千晴は隠岐国にそれぞれ流され、さらに源連と平貞節の追討が諸国へ命じられた。
また、京で源満仲と武士の勢力を競っていた藤原千晴もこの事件で流罪となり、結果として藤原秀郷の系統は中央政治から姿を消した。

### その後
971年（天禄2年）高明は罪を許され帰京するが、政界には復帰せず京郊外の葛野に隠遁した。醍醐源氏は政治の主導権を失うものの、高明の末娘明子は東三条院詮子（一条天皇国母、藤原道長実姉）の庇護を受けのちに藤原道長と結婚し、その縁で高明の子の俊賢、経房兄弟は中央政界で順調に昇進し、それぞれ権大納言、権中納言まで栄達した。

## 備考
安和の変に関する九条流の関与については、積極的な関与を見る見方、むしろ高明の縁戚である九条流に対する圧迫が意図されたとする見方、九条流の関与は認める一方で源高明・為平親王と関係が深かった藤原兼通のみが打撃を受けたとする見方がある。
また、近年の説では、沢田和久が冷泉天皇の次の皇太弟に守平親王を定めたのは、村上天皇の遺命であって藤原氏は関与していないとする説を取る。この説では、村上天皇の本意は長子である憲平親王（冷泉天皇）の子孫への皇位継承であったが、憲平親王に子が生まれないうちに自身が病に倒れていたために憲平親王の即位後に「一代主」となる皇太弟を立てる必要性を認識していた。しかし、既に成人して源高明の娘が妻となっていた為平親王が皇太弟になった場合、為平親王が先に男子を儲ける可能性もあり、為平親王の皇子が憲平親王の皇子に対抗する皇位継承の有力者になってしまう。そのため、憲平親王よりも9歳年下の守平親王の方が「一代主」に相応しい（仮に守平親王が男子を儲けても、それ以前に憲平親王が先に男子を儲けている可能性が高く、年齢的に対抗馬になりにくい）と判断したためで、臣下である藤原氏や源高明が関与できる話で無かったとする。このため、安和の変の背景に皇位継承問題が無関係でないとしても、それは為平親王が源高明の娘婿として関係を疑われた事実以上のものはなく、皇位継承問題と安和の変の関係は一旦切り離すべきで、「藤原氏の陰謀説」も含めて再考が必要であるとする。

## 変で処罰された人物
| 家系     | 氏名     | 官位など            | 処罰内容                                         | 備考                          |
| -------- | -------- | ------------------- | ------------------------------------------------ | ----------------------------- |
| 醍醐源氏 | 源高明   | 従一位・ 左大臣     | 出家して在京を請うも 許されず大宰員外権帥 に左遷 |                               |
| 醍醐源氏 | 源忠賢   | 正五位下・ 左兵衛佐 | 出家                                             | 高明の子                      |
| 醍醐源氏 | 源致賢   | 但馬権介            | 出家                                             | 高明の子                      |
| 橘氏     | 橘繁延   | 中務少輔            | 流罪（土佐国）                                   |                               |
| 僧侶     | 蓮茂     |                     | 流罪（佐渡国）                                   |                               |
| 藤原北家 | 藤原千晴 | 前相模介            | 流罪（隠岐国）                                   | 高明の従者                    |
| 嵯峨源氏 | 源連     | 左兵衛大尉          | 五畿七道諸国へ追討令                             | 高明の義理兄弟 (姉妹が高明室) |
| 桓武平氏 | 平貞節   |                     | 五畿七道諸国へ追討令                             |                               |

## 安和の変を描いた作品
- 今村翔吾『童の神』角川春樹事務所、2018年。